# Chanodichthys
Chanodichthys is een geslacht van straalvinnige vissen uit de familie van karpers (Cyprinidae).

## Soorten
- Chanodichthys abramoides (Dybowski, 1872)
- Chanodichthys dabryi (Bleeker, 1871)
- Chanodichthys erythropterus (Basilewsky, 1855)
- Chanodichthys mongolicus (Basilewsky, 1855) – Mongoolse kielvoorn
- Chanodichthys oxycephalus (Bleeker, 1871)